# Kazujuki Toda
Kazujuki Toda (japonsko 戸田 和幸), japonski nogometaš, * 30. december 1977.
Za japonsko reprezentanco je odigral 20 uradnih tekem.